# 五岛庆太

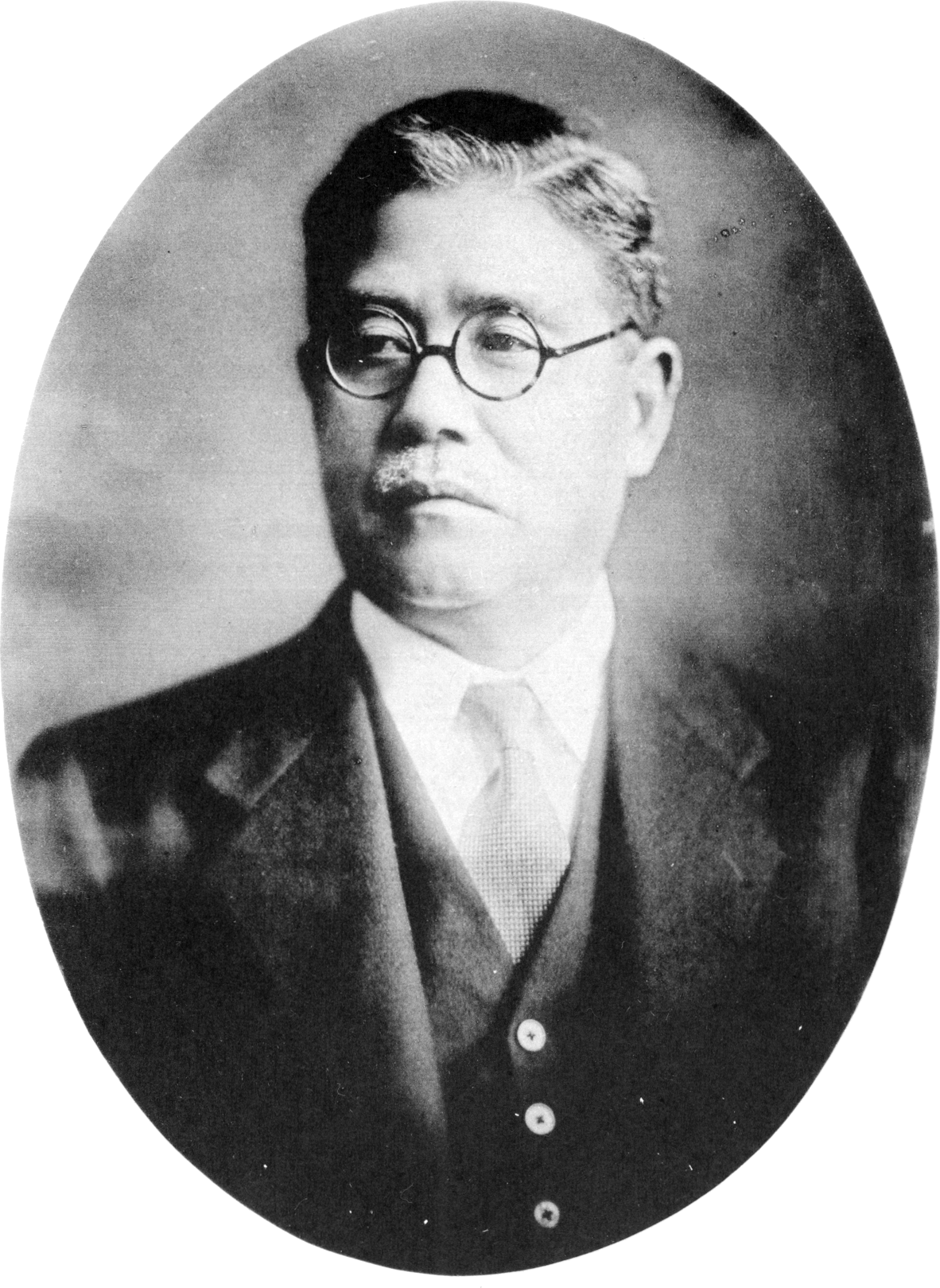
五岛庆太

五岛庆太（英語：Keita Gotō, 1882年4月18日—1959年8月14日）是一位日本企业家，艺术品收藏家。東急電鐵创始人。

## 生平
1882年出生于日本长野县一个农民家庭，原姓小林，1911年毕业于东京大学法学部，同年进入農商務省，1913年转入鐵道省，1920年担任武藏电气铁道常务，1922年担任目黑蒲田电铁专务，1924年武藏电气铁道更名为东京横滨电铁，1934年担任东京高速铁道常务，1936年担任目黑蒲田电铁社长，1939年目黑蒲田电铁和东京横滨电铁合并，1942年京濱急行電鐵和小田急電鐵合并，担任大東急（現東急電鐵）社长。1943年担任内阁顾问，1944年担任東條內閣运输通信大臣，1947年被公职追放至1951年解除。1952年重新回到東急電鐵担任会长。1955年成立学校法人五岛育英会并担任初代理事长。
1959年8月14日逝世，享年77岁。1960年其收藏艺术品捐献给五島美術館。

## 家庭
妻子是五岛万千代，长子是五岛昇，孙子是五岛哲